# Шалков Іван Андрійович
Іван Андрійович Шалков (12 січня 1907, місто Санкт-Петербург, тепер Росія — 21 вересня 1989, тепер Росія) — радянський державний діяч, 1-й секретар Тульського обласного комітету ВКП(б). Депутат Верховної Ради РРФСР 2-го скликання. Депутат Верховної Ради СРСР 3-го скликання.

## Життєпис
У 1923—1925 роках — робітник на крохмало-патоковому заводі Борисоглєбського повіту Ярославської губернії.
У 1927—1928 роках — відповідальний секретар волосного комітету ВЛКСМ Ярославської губернії. У 1928 році — голова Ростовського повітового бюро юних піонерів Ярославської губернії.
Член ВКП(б) з 1929 року.
У 1930—1932 роках — завідувач культурно-пропагандистського відділу Борисоглєбського районного комітету ВКП(б) Івановської промислової області.
У 1936—1937 роках — 2-й секретар Самойловського районного комітету ВКП(б) Саратовської області.
З 1937 року — інструктор, завідувач сектора, завідувач сільськогосподарського відділу Саратовського обласного комітету ВКП(б).
До 1943 року — секретар Саратовського обласного комітету ВКП(б).
У 1943—1945 роках — слухач Вищої школи партійних організаторів при ЦК ВКП(б).
У 1945—1946 роках — відповідальний організатор Управління кадрів ЦК ВКП (б)
У листопаді 1946 — грудні 1948 року — 2-й секретар Тульського обласного комітету ВКП(б).
У грудні 1948 — 19 серпня 1952 року — 1-й секретар Тульського обласного комітету ВКП(б).
У 1952—1954 роках — слухач Курсів перепідготовки при ЦК КПРС.
У 1954—1956 роках — 1-й заступник голови виконавчого комітету Балашовської обласної ради депутатів трудящих.
У 1956—1957 роках — керуючий Балашовського обласного тресту м'ясної промисловості.
У 1957 році — начальник Управління м'ясної і молочної промисловості Ради народного господарства Балашовського економічного адміністративного району.
У 1957—1962 роках — начальник Управління м'ясної і молочної промисловості Ради народного господарства Тамбовського економічного адміністративного району.
З 1962 року — персональний пенсіонер.
Помер 21 вересня 1989 року.

## Нагороди і звання
- орден Вітчизняної війни ІІ ст.
- орден Трудового Червоного Прапора
- орден «Знак Пошани»
- медаль «За доблесну працю. В ознаменування 100-річчя з дня народження Володимира Ілліча Леніна» (1970)
- медаль «За доблесну працю у Великій Вітчизняній війні 1941—1945 рр.»
- медаль «За трудову відзнаку»
- медалі